# Torre televisiva di Ekaterinburg
La torre televisiva di Ekaterinburg è stata una struttura incompiuta di Ekaterinburg, nel Circondario federale degli Urali destinata a torre per le telecomunicazioni. Secondo il progetto iniziale avrebbe dovuto raggiungere i 360 metri di altezza, ma i lavori si interruppero nel 1991 in seguito alla dissoluzione dell'Unione Sovietica. Dopo diversi anni di abbandono è stata demolita nel 2018. 

## Storia
La costruzione della torre iniziò nel 1983 e il progetto originale prevedeva una torre in calcestruzzo armato culminante con una terrazza panoramica e un ristorante e sormontata da una antenna metallica, sul modello delle torri televisive di Vilnius e Tallinn. Avrebbe dovuto raggiungere una altezza complessiva di 360 metri.
I lavori di costruzione vennero però interrotti per mancanza di fondi nel 1991, in seguito alla dissoluzione dell'Unione Sovietica, quando la torre aveva raggiunto i 220 metri e i 26 piani di altezza. Nonostante fosse incompleta, la torre divenne l'edificio più alto di Ekaterinburg.
Negli anni successivi la torre iniziò ad essere utilizzata da base jumpers e scalatori urbani, ma fu anche teatro di incidenti e suicidi, portando nel 2000 le autorità cittadine a vietarne l'accesso al pubblico.
La torre è stata demolita il 24 marzo 2018, durante i lavori di riqualificazione della città per il campionato mondiale di calcio 2018. In seguito alla sua demolizione, l'Iset Tower è diventata l'edificio più alto di Ekaterinburg.